# Simon Tibbling
Simon Hjalmar Friedel Tibbling (* 7. září 1994, Stockholm, Švédsko) je švédský fotbalový záložník a mládežnický reprezentant, který v současné době hraje v nizozemském klubu FC Groningen.

## Klubová kariéra
V profesionální kopané debutoval v roce 2012 v dresu švédského klubu Djurgårdens IF. V lednu 2015 přestoupil do nizozemského týmu FC Groningen, s nímž vyhrál v sezóně 2014/15 nizozemský fotbalový pohár.

## Reprezentační kariéra
Simon Tibbling nastupoval za švédské mládežnické reprezentace.
Trenér Håkan Ericson jej nominoval na Mistrovství Evropy hráčů do 21 let 2015 konané v Praze, Olomouci a Uherském Hradišti, kde získal se švédským týmem zlaté medaile.